# Seychelle-szigeteki szarkarigó

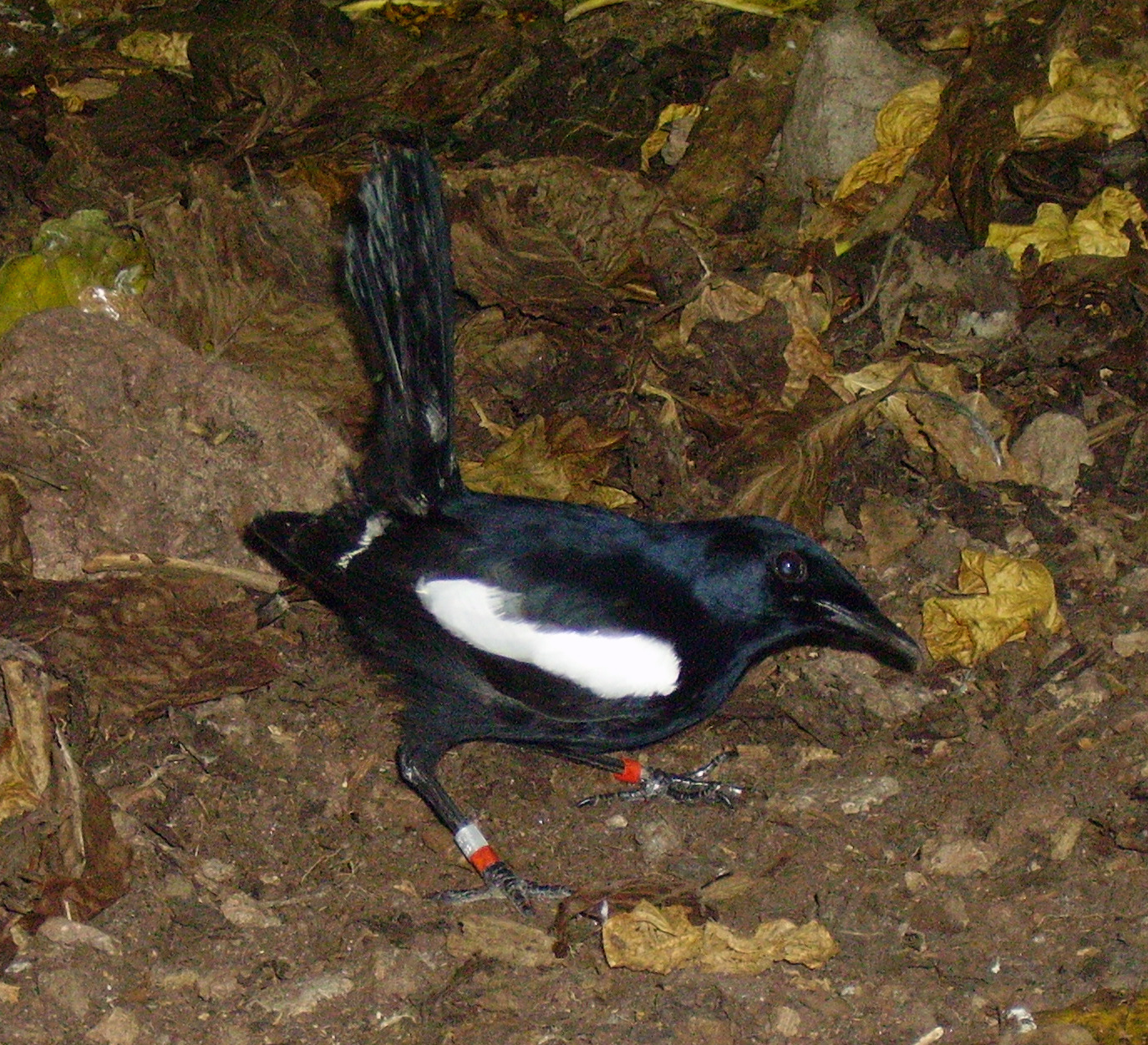
Hím madár Cousin szigetén

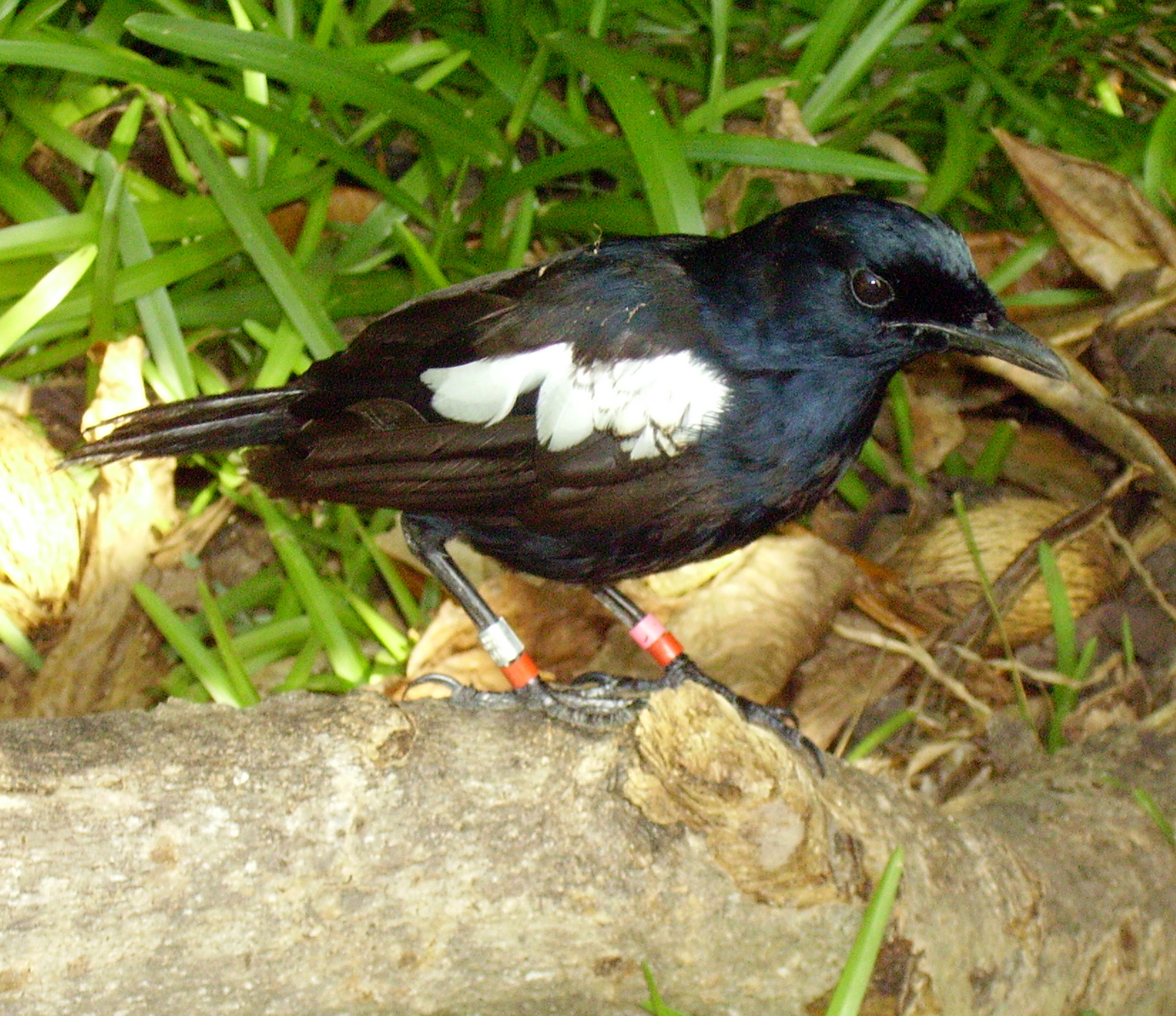

A Seychelle-szigeteki szarkarigó (Copsychus sechellarum) a madarak osztályának verébalakúak (Passeriformes) rendjéhez és a légykapófélék (Muscicapidae) családjához tartozó faj.

## Rendszerezése
A fajt Alfred Newton angol ornitológus írta le 1865-ben.

## Előfordulása
A Seychelle-szigeteken endemikus faj. Ma már csak a szigetcsoport Aride, Cousin, Cousine és Frégate szigetein fordul elő. Természetes élőhelyei a szubtrópusi vagy trópusi síkvidéki esőerdők, valamint ültetvények és vidéki kertek. Állandó, nem vonuló faj.

## Megjelenése
Testhossza 18-20 centiméter, a hím testtömege 77 gramm, a tojóé 65 gramm. Közepes testű, jellegzetes színezetű faj. Mint neve is mutatja megjelenése hasonlít az Európában elterjedt szarkára. Feje, háta, hasa és farka fekete, szárnyain nagy fehér foltok láthatóak. Farkát többnyire igen jellegzetes módon fölemelve tartja. Szép hangzású, igen összetett éneke van.

## Életmódja
Az otthonául szolgáló szigetek erdeinek aljnövényzetében élő rovarokkal táplálkozik. Mivel ezeket nem túl könnyű összeszedni a gránitsziklák közül, a faj érdekes módon alkalmazkodott. Követi az élőhelyén előforduló óriásteknősöket, sokszor azok hátán, teknőjén utazva. Amint a nagy termetű teknős áthalad az erdőn felzavar sok rovart, százlábút, pókot, melyeket a szarkarigó a teknős hátáról leszállva elkap, majd visszatér leshelyére.

## Szaporodása
A faj szigorúan monogám párkapcsolatban él. Fészekalja 3-4 tojásból áll.

## Természetvédelmi helyzete
Közel 200 évvel ezelőtt, mielőtt az emberek megtelepedtek volna a Seychelle-szigeteken a faj több apró szigeten is honos volt. Ezekről azóta az erdők irtása és a meghonosodott macskák és patkányok miatt kihalt. A nagyobb szigeteken is erős állománycsökkenés volt tapasztalható. Az élőhely átalakítás és a ragadozók megjelenése mellett a szigetekre betelepített agresszív természetű és fészekromboló hajlamú pásztormejnó (Acridotheres tristis) megjelenése is hozzájárult a fogyáshoz. Ráadásul az 1960'-as években betelepítették a szigetcsoport több tagjára a gyöngybaglyot (Tyto alba) melytől a cukornád ültetvényeken garázdálkodó patkányok számának csökkentését várták. Ehelyett a faj rákapott a szigetvilág madarainak a fogyasztására.
1970-re mindössze 10 pár él a fajból, melyek az apró Frégate szigeten éltek. Hogy a faj egyáltalán még létezik szinte csodával határos. Frégate szigeten nem honosodtak meg a többi szigetet elözönlő patkányok és a sziget kisszámú elvadult macskapopulációja egy fertőző betegség következtében teljesen kihalt. Ennek és az erős védelemnek ellenére a faj populációi évtizedekig nem növekedtek, inkább csak stagnáltak. 1978-ban csak 41 egyedet számláltak meg, de ismeretlen okok miatt a következő évben csak 20 madarat találtak.
1990-ben is csak 22 példány élt. Ekkor a helyi természetvédelmi szervek az egyesült királyságbeli Királyi Madárvédelmi Társasággal összefogva egy nagyszabású fajmentési programot indítottak. Ekkor áttelepítettek néhány madarat a szintén patkánymentes és természetvédelmi oltalom alatt álló Cousin és Cousine szigetekre, ahol a faj korábban is honos volt. Cousin szigetén mintegy 30 madár él azóta és ezzel a sziget eltartókapacitását teljesen ki is használták. 2002-ben bevonták a programba Aride szigetét is, majd 2008-ban Denis szigetet is.
A visszatelepülés összességében sikeresnek mondható, mivel 2003-ban a madarak számát 120 egyedben állapították meg.
A fajmentő program, úgy tűnik, eddig sikeres volt, de a faj egyedszáma még mindig nagyon alacsony. 2012-ben a Seychelle-szigetek öt szigetén él a faj. Az utolsó állományszámláláskor, 2012-ben összesen 248 egyedet regisztráltak. Ebből 115 Frégate szigetén, 38 Cousin-on, 31 Cousine szigeten, 24 Aride szigetén és 40 Denis szigetén élt. A  Természetvédelmi Világszövetség a sikeres program eredményei láttán a fajt 2005-ben a "kritikusan veszélyeztetett" kategóriából egy kategóriával visszafokozta, így ma már a "veszélyeztetett" kategóriába sorolják. Mindezek mellett a faj hosszú távú életben maradása csakis továbbra is szigorú intézkedések mellett lehetséges.

## Fordítás
- Ez a szócikk részben vagy egészben  a   Seychellendajal című német Wikipédia-szócikk ezen változatának fordításán alapul.  Az eredeti cikk szerkesztőit annak laptörténete sorolja fel. Ez a jelzés csupán a megfogalmazás eredetét és a szerzői jogokat jelzi, nem szolgál a cikkben szereplő információk forrásmegjelöléseként.